# かくれんぼっち
「かくれんぼっち」は、2021年2月24日にavex traxから発売された、牧島輝の1枚目のシングル。

## 概容
- 俳優として活動している牧島輝のデビューシングル。
- 作詞作曲編曲は、ツユのコンポーザーで、ボーカロイドプロデューサーのぷすが手掛けている[4][5]。

## ツユによるセルフカバー
ツユによるセルフカバーバージョンは、同ユニットの6作目の配信限定シングルとして2021年2月1日に各音楽配信サービスにてリリースされた。

### 収録内容
| #         | タイトル           | 作詞・作曲・編曲 | 時間 |
| --------- | ------------------ | ---------------- | ---- |
| 1.        | 「かくれんぼっち」 | ぷす             | 3:13 |
| 合計時間: | 合計時間:          | 合計時間:        | 3:13 |